# Коукал рудокрилий
Коука́л рудокрилий (Centropus sinensis) — вид зозулеподібних птахів родини зозулевих (Cuculidae). Мешкає в Південній і Південно-Східній Азії.

## Опис

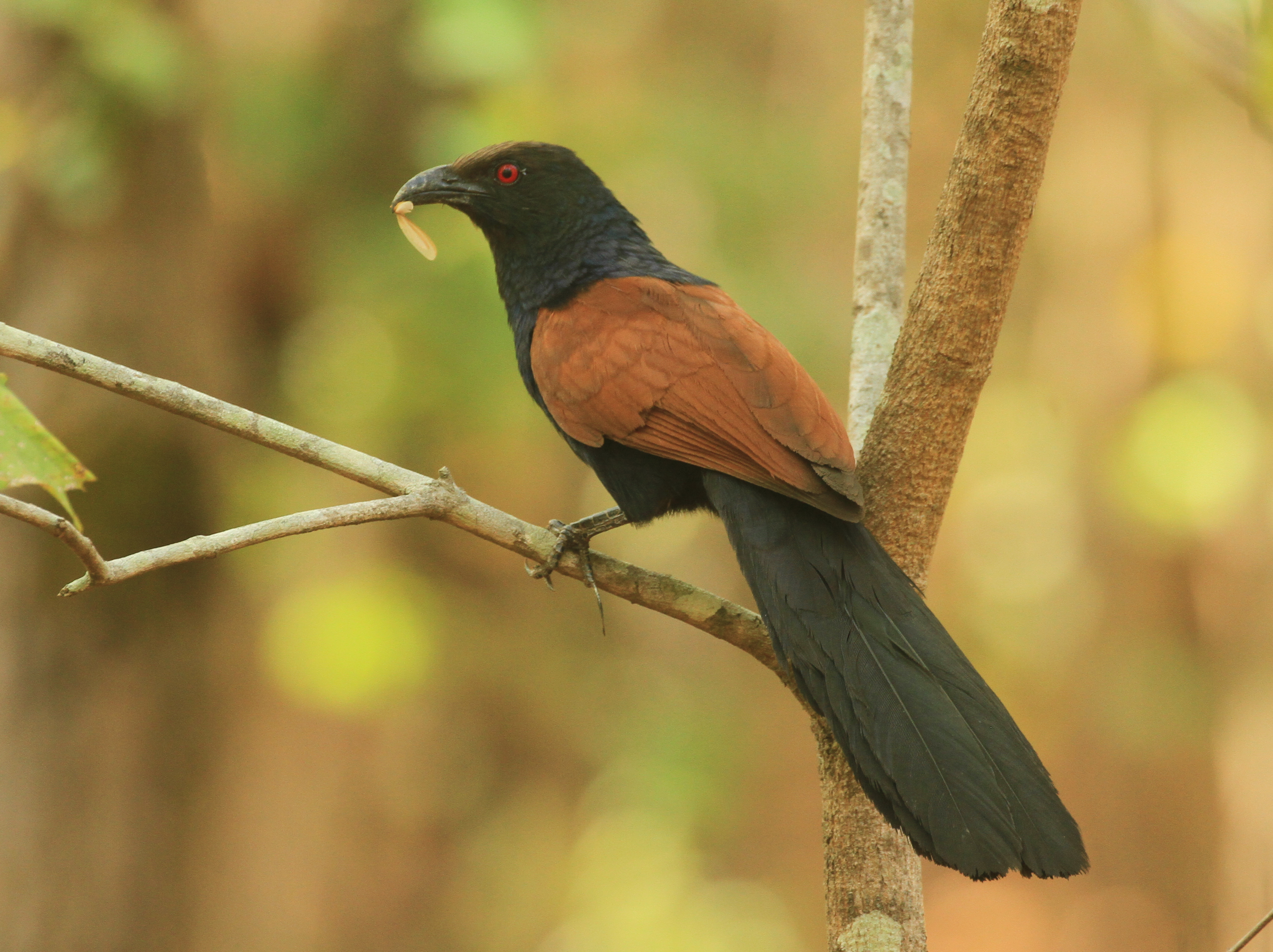
Рудокрилий коукал

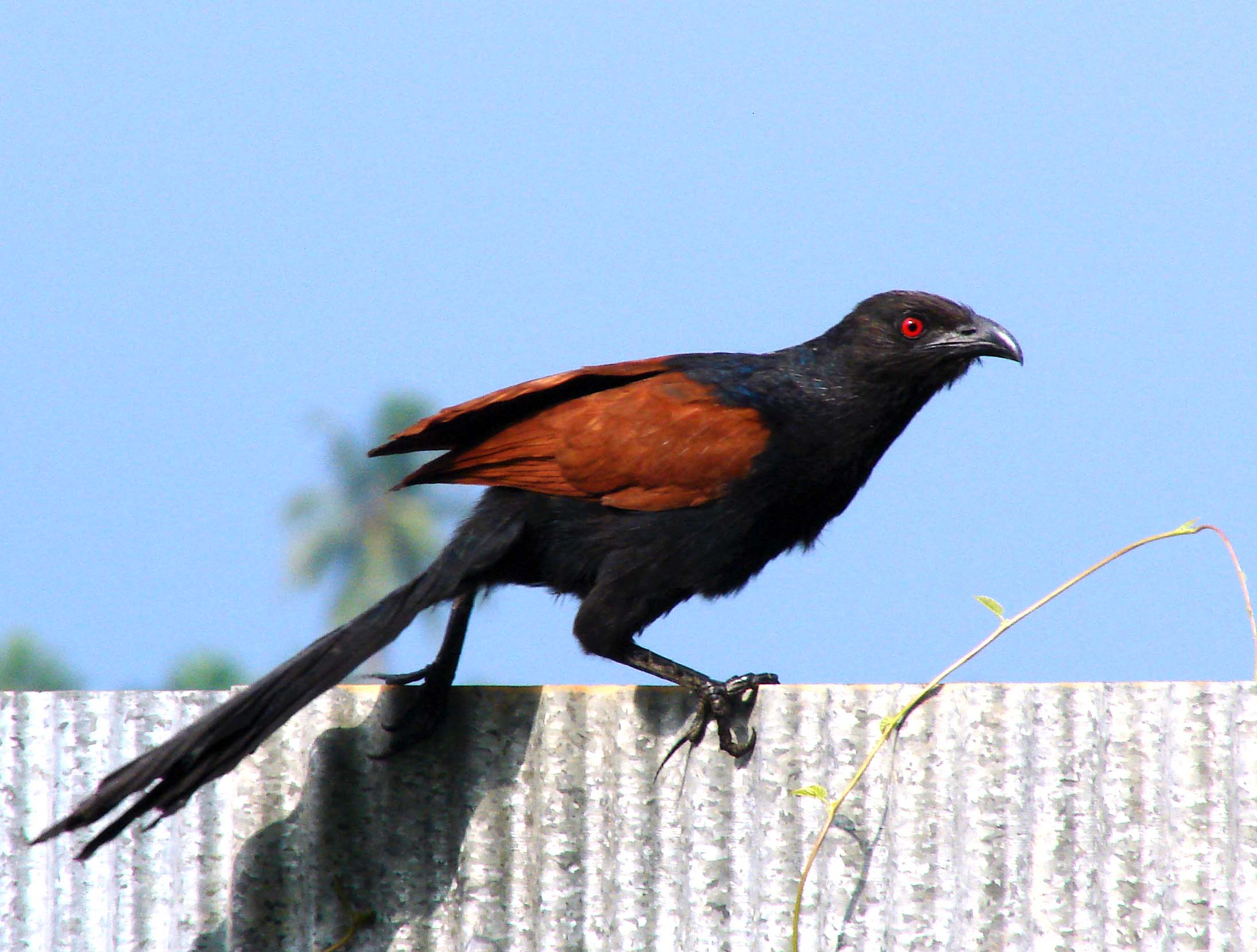
Рудокрилий коукал

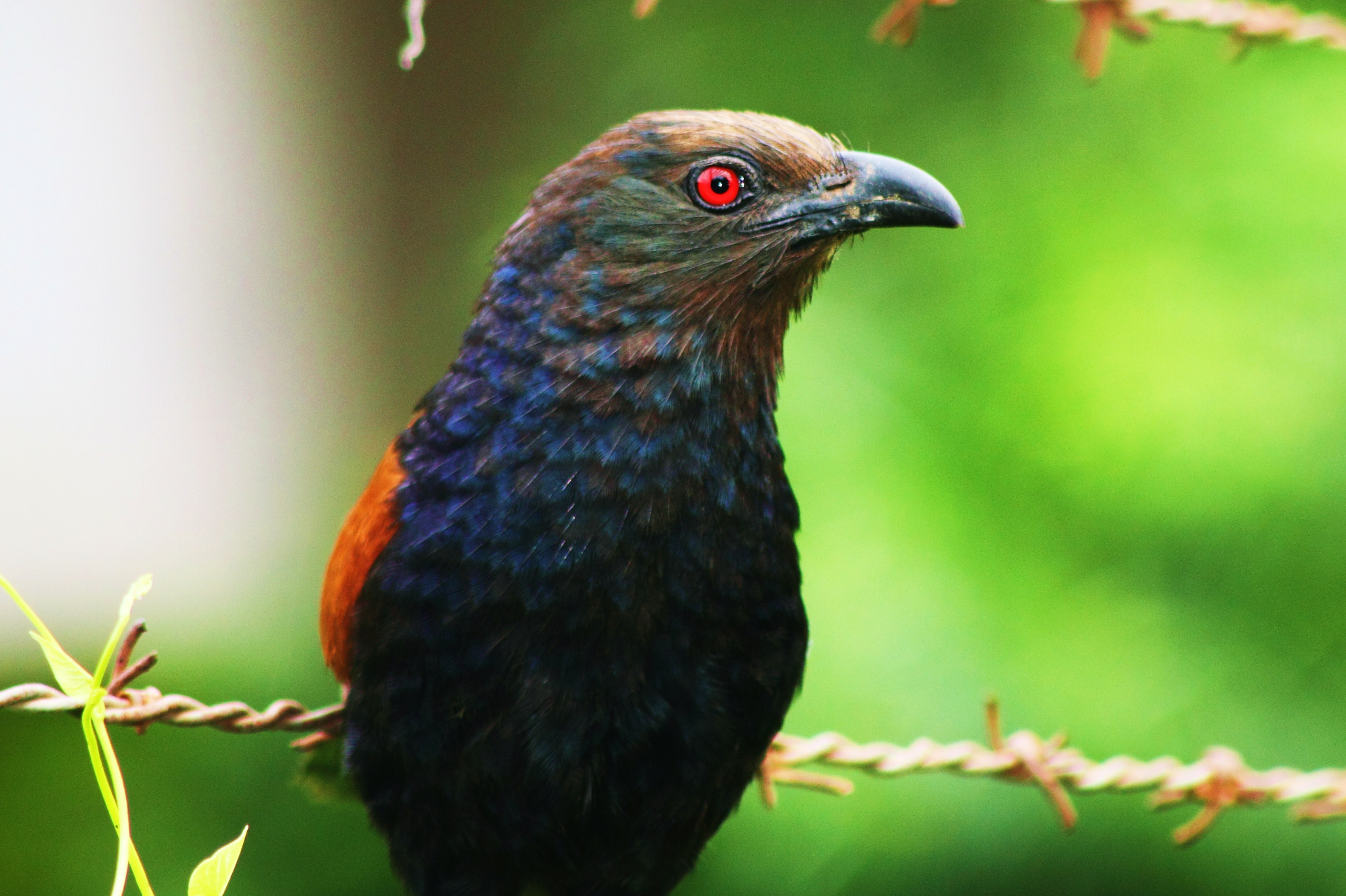
Рудокрилий коукал

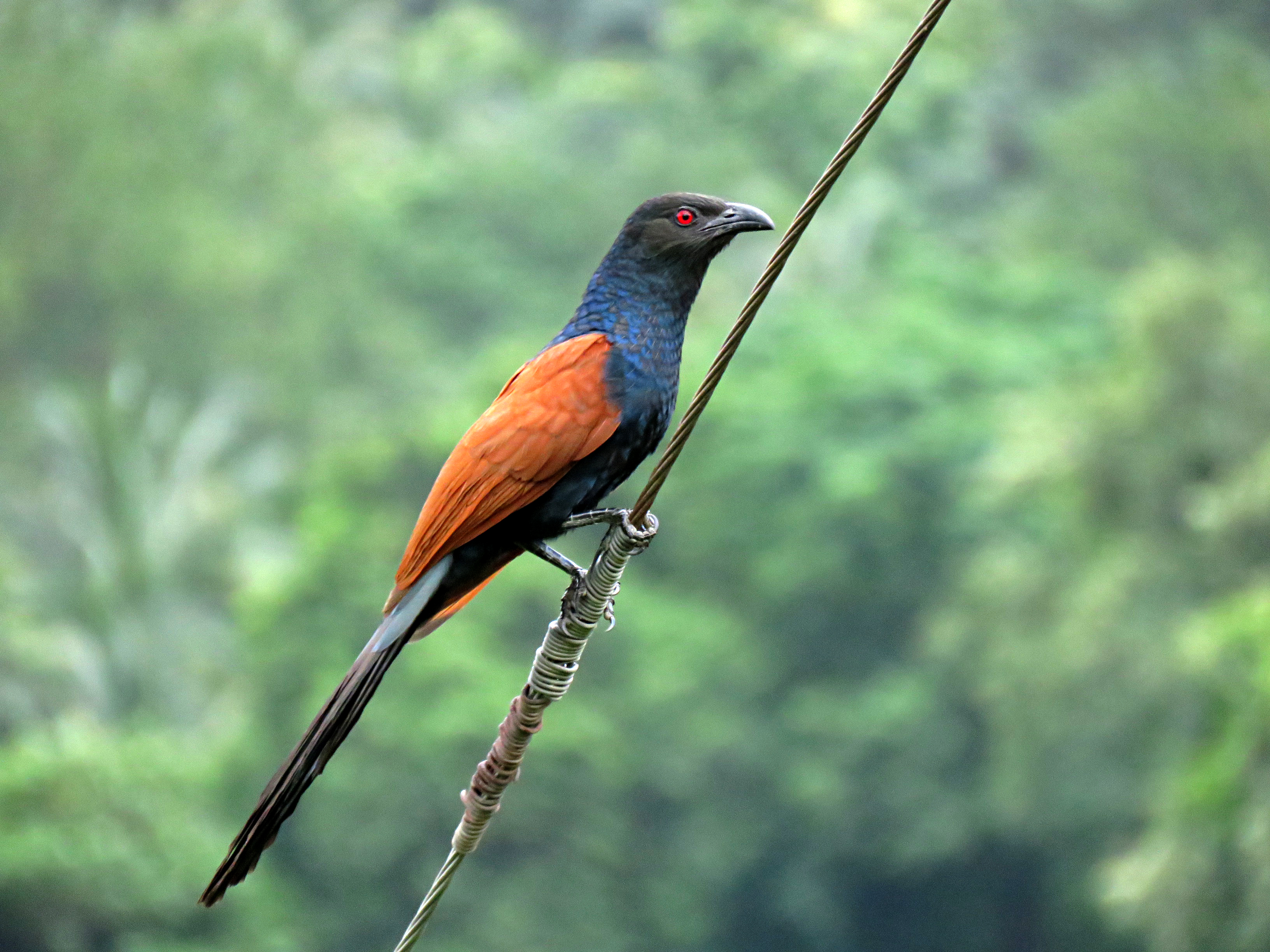
Рудокрилий коукал

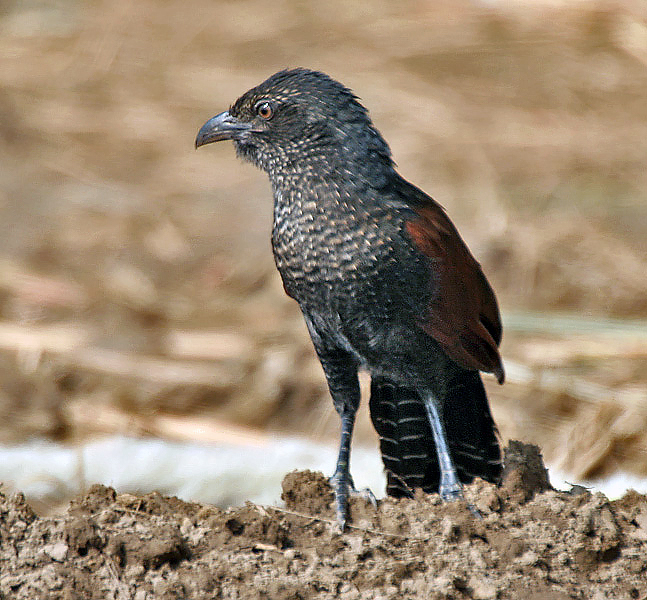
Молодий рудокрилий коукал

Довжина птаха становить 47-56 см, вага 236-268 г. Самиці є дещо більшими за самців. Голова, шия, нижня частина тіла і довгий, широкий хвіст чорні, спина і крила контрастно яскраво-каштанові. Щоки, тім'я і груди мають фіолетовий відблиск, хвіст має зеленуватий відблиск. Райдужки червонувато-карі, дзьоб міцний, вигнутий, чорний, лапи міцні, чорні. Як і у інших представників роду Коукал (Centropus), кіготь на задньому пільці є прямий і видовжений.
У молодих птахів голова тьмяно-чорнувато-сіра, окрема пера на ній буруваті, на потилиці білуваті смуги, спина рудувато-бура, на хвості світло-коричневі смуги, крила також смугасті. Нижня частина тіла темно-коричнева, поцяткована білуватими смугами, окрема пера на ній мають жовтуваті стрижні. Райдужки сірі або карі, дзьоб знизу світло-сірий. Наприкінці першого року життя рудокрилі коукали линяють, набуваючи дорослого забарвлення без смуг, лише крила ще деякий час залишаються смугастими.
Представники окремих підвидів дещо різняться за забарвленням і розмірами. У представників підвиду C. s. parroti верхня частина спини чорна, у молодих представників цього підвиду смуги на крилах відсутні. Представники підвиду C. s. intermedius вирізняються меншими розмірами. У представників підвиду C. s. bubutus крила блідо-руді. У представників підвиду C. s. anonymus крила коротші і темніші, ніж у представників підвиду C. s. bubutus. Представники підвиду C. s. kangeangensis мають темну і світлу морфу. 
У рудокрилих коукалів були зафіксовані випадки лейкізму.

## Підвиди
Виділяють шість підвидів:
- C. s. sinensis (Stephens, 1815) — від долини річки Інд в Пакистані та від Кашміру через передгір'я Гімалаїв та через Індо-Гангську рівнину до півдня Непалу, Сіккіму і Бутану, до Північно-Східної Індії та до південного і південно-східного Китаю (східний Юньнань, Гуйчжоу, Гуансі, Гуандун, Фуцзянь, Чжецзян);
- C. s. parroti Stresemann, 1913 — півострів Індостан (на південь від Махараштри, Мадх'я-Прадешу і Одіши) та острів Шрі-Ланка;
- C. s. intermedius (Hume, 1873) — від Бангладеш і південного Ассаму через М'янму до південного Китаю (південний Юньнань, острів Хайнань) та на південь до Таїланду, Індокитаю і Малайського півострова;
- C. s. bubutus Horsfield, 1821 — Суматра, Калімантан, Ява, Балі, Палаван і сусідні острови;
- C. s. anonymus Stresemann, 1913 — острови Басілан і Сулу;
- C. s. kangeangensis Vorderman, 1893 — острови Канґеан[en] (на північ від Балі).

Андаманський коукал раніше вважався підвидом рудокрилого коукала, однак був визнаний окремим видом.

## Поширення і екологія
Рудокрилі коукали мешкають в Пакистані, Індії, Непалі, Бутані, Бангладеш, Китаї, М'янмі, Таїланді, Лаосі, В'єтнамі, Камбоджі, Малайзії, Індонезії, Брунеї, на Філіппінах і Шрі-Ланці. Вони живуть на узліссях вологих і сухих тропічних лісів, в рідколіссях і чагарникових заростях, на луках і плантаціях, на берегах річок і озер, в мангрових лісах, на рисових полях, в парках і садах. Уникають густих тропічних лісів. Зустрічаються парами, переважно на висоті до 1200 м над рівнем моря.

## Поведінка
Рудокрилі коукали є найбільш активними на світанку і ввечері. Вони живляться комахами, зокрема кониками, тарганами, богомолами, жуками та їх личинками, мурахами, бабками і гусінню, іншими безхребетними, зокрема багатоніжками, павуками, скорпіонами, крабами, дощовими черв'яками і равликами, а також пташиними яйцями, земноводними, дрібними плазунами, ссавцями, птахами, падлом, насінням і плодами. Рудокрилі коукали ведуть переважно наземний спосіб життя, переслідуючи здобич пішки, шукаючи її в землі, мулі, під камінням або в чагарниках. Їх можна також побачити на вершинах дерев, куди вони забираються в пошуках плодів і яєць. Рудокрилі коукали полюбляють навколопліддя стиглих плодів олійної пальми, через що вважаються шкідниками.
Початок сезону розмноження в Південній Індії припадає на завершення сезону дощів, на решті ареалу він триває переважно з червня по вересень. Рудокрилі коукали є моногамними птахами, площа гніздової території у пари цих птахів становить від 0,9 до 7,2 га. Самці залицяються до самиць, приносячи їх харчові подарунки, самиці приймають їх, опускаючи крила і хвіст. Гніздо глибоке, має куполоподібну форму, розміщується серед ліан або бамбукових заростей, на висоті до 6 м над землею. В кладці від 2 до 5 білих яєць, розміром 36×28 мм і вагою 14,8 г. Інкубаційний період триває 15-16 днів, пташенята покидають гніздо через 18-22 дні після вилуплення. І самці, і самиці насиджують кладку і доглядають за пташенятами.